# Myrmarachne penicillata
Myrmarachne penicillata este o specie de păianjeni din genul Myrmarachne, familia Salticidae, descrisă de Mello-leitao, 1933. Conform Catalogue of Life specia Myrmarachne penicillata nu are subspecii cunoscute.